# XXI век
«XXI век» (укр. XXI вік) — луганська обласна суспільно-політична газета, яка заснована у березні 1996 року. Розповсюджується тільки на окупованій території Луганської області]]. Виходить 2 рази на тиждень щосереди і щосуботи. Реєстраційне свідоцтво ЛГ № 332 від 23 червня 1997 року, якого було позбавлена в 2014 за заклики до сепаратизму.